# George Allen & Unwin
George Allen & Unwin (Publishers), Ltd., antiguamente una de las principales editoriales británicas, es una compañía editorial y distribuidora independiente con sede en Australia, la mayor del país. Ha recibido el reconocimiento al «Editor del año en Australia» ocho veces, incluyendo la edición inaugural del premio en 1992 y seis veces desde el año 2000. La empresa publica unos 250 nuevos títulos cada año, entre obras literarias de ficción, trabajos académicos y profesionales y literatura infantil y juvenil. El grupo editorial consta de las imprentas Allen & Unwin, Arena, Crows Nest, Inspired Living y Jacana, cada una especializada en un ámbito y que publican bajo su propio sello. Además, distribuye en Australia y Nueva Zelanda los libros de otras editoriales en inglés, como A&C Black, Bloomsbury Publishing o Icon Books.
La oficina principal de la compañía está en Sídney, y además mantiene una sede en Melbourne para el negocio infantil y otra en Auckland, para Nueva Zelanda.

## Historia
Allen & Unwin fue fundada como George Allen & Sons en 1871 y se convirtió en George Allen & Unwin en 1914, como resultado de la compra de una parte mayoritaria de la compañía por Sir Stanley Unwin. La empresa tuvo su época dorada entre los años 1930 y 50, época en la que fue la editorial del escritor británico J. R. R. Tolkien, publicando sus novelas más conocidas: El hobbit y El Señor de los Anillos. En esta época, las oficinas de la empresa estaban en el 40 de Museum Street, en Londres.
Tras la muerte de Sir Stanley en 1968, tomó las riendas de la empresa su hijo Rayner, implicado en el negocio familiar desde su infancia en que se dedicaba a evaluar libros infantiles, como El hobbit. Rayner Unwin se retiró a finales de 1985, tomando Merlin y Corydon Unwin el control de la firma, que fusionaron en 1986 con la empresa de Robin Hyman, que había adquirido previamente la antigua firma de Arthur Bell formando la empresa Bell & Hyman. Robin Hyman tomó el control como presidente y director ejecutivo tanto de Allen & Unwin como de Bell & Hyman, y como director ejecutivo de la combinada Unwin Hyman. Rayner Unwin regresó a la empresa durante un tiempo como presidente a tiempo parcial, retirándose de nuevo en 1988.
Allen & Unwin había establecido ya en 1976 una sede en Australia, como parte de sus planes de expansión. Tras la fusión con Bell & Hyman, la marca Allen & Unwin fue adjudicada a la filial australiana del grupo Unwin Hyman. En julio de 1990, la empresa matriz fue adquirida por HarperCollins, momento que aprovecharon los directores australianos de la empresa para hacerse con la marca histórica al comprar la parte australiana del grupo.
Como era una de las mayores editoriales del Reino Unido cuando se introdujo el sistema de numeración estándar de los libros, Allen & Unwin recibió uno de los pocos códigos británicos de editorial de dos dígitos: 0-04-. Como particularidad única, durante muchos años la empresa mantuvo el criterio de que los tres primeros dígitos de los seis correspondientes al título coincidieran con los del Sistema Dewey de clasificación del tema del libro.

## Premios
La empresa cofinancia y publica anualmente The Australian/Vogel Literary Award, el premio literario más prestigioso de Australia, y uno de los relevantes en lengua inglesa a escala mundial. El premio se otorga al original inédito de una novela de un autor de menos de 35 años de edad, y está dotado con 20.000 dólares, además de la publicación de la obra.
El premio Vogel ha lanzado las carreras de varios de los autores que publica Allen & Unwin, como Tim Winton, Kate Grenville, Gillian Mears, Brian Castro, Mandy Sayer o Andrew McGahan.